# Прибойченко, Григорий Никифорович
Григорий Никифорович Прибойченко (1900—1975) — генерал-майор Советской Армии, участник Гражданской и Великой Отечественной войн.

## Биография
Родился 28 сентября 1900 года в деревне Каменка Кавширской волости Поречского уезда Смоленской губернии (ныне Демидовского района Смоленской области).
В Рабоче-крестьянской Красной Армии с июня 1919 года. Член ВКП(б) с 1928 года.
Участвовал в боях Гражданской войны. После её окончания продолжил службу в артиллерийских частях Красной Армии.
В августе 1928 года окончил Киевскую артиллерийскую школу и в звании командира РККА получил назначение в 44-й артиллерийский полк.
На 15 мая 1939 года - командир 181-го артиллерийского полка 2-й Краснознаменной армии.
С 1940 года - начальник артиллерии 33-го стрелкового корпуса Орловского ВО.
С начала Великой Отечественной войны — в действующей армии. Участвовал в боях на Западном, Степном и 2-м Украинском фронтах. Принимал активное участие в боях на Орловском и Харьковском направлениях во время кампании 1941 года. С апреля 1943 года полковник Григорий Прибойченко занимал должность начальника штаба артиллерии Степного фронта. Внёс большой вклад в подготовку артиллерии фронта к предстоящей Белгородско-Харьковской наступательной операции.
9 февраля 1944 года Прибойченко было присвоено воинское звание генерал-майора артиллерии. В кампании того года он уже возглавлял штаб артиллерии 2-го Украинского фронта. Под его руководством разрабатывались детальные планы сосредоточения артиллерийских частей и проверялась их реализация перед важнейшими фронтовыми операциями. Во время боёв за Бухарест Прибойченко лично руководил артиллерией передового отряда войск 2-го Украинского фронта.
Начальник штаба артиллерии Одесского военного округа (на 1945 год).
После окончания войны Г.Н. Прибойченко продолжил службу в Советской Армии.
В 1949 году окончил Высшие академические курсы при Высшей военной академии имени К.Е. Ворошилова.
Начальник штаба артиллерии Туркестанского ВО (на 1950 год).
С 10 октября 1956 года - в отставке. После увольнения в запас он проживал в Киеве.

Умер 23 марта 1975 года, похоронен на Лукьяновском военном кладбище Киева.

Могила Прибойченко на Лукьяновском военном кладбище Киева.

Был награждён орденом Ленина, четырьмя орденами Красного Знамени, орденами Кутузова 2-й степени, Отечественной войны 1-й степени и Красной Звезды, рядом медалей. Почётный гражданин г. Братислава.